# Ali-Mylly
Ali-Mylly är en sjö i kommunen Loppis i landskapet Egentliga Tavastland i Finland. Arean är 34 hektar och strandlinjen är 4,17 kilometer lång. Sjön  ingår i Kumo älvs huvudavrinningsområde.   Den ligger omkring 34 km sydväst om Tavastehus och omkring 77 km nordväst om Helsingfors. 